# ハントリー侯爵
ハントリー侯爵（英語: Marquess of Huntly）は、イギリスの貴族、侯爵。スコットランド貴族筆頭侯爵(Premier Marquess in Scotland)。
1445年創設のハントリー伯爵位を前身とし、1599年に第6代ハントリー伯爵ジョージ・ゴードンが叙されたのに始まる。1684年に4代ハントリー侯爵ジョージ・ゴードンがゴードン公爵に叙せられ、一時その従属爵位となったが、ゴードン公爵位は1836年に絶えている。一方ハントリー侯爵位は分流に継承されて現存している。

## 歴史

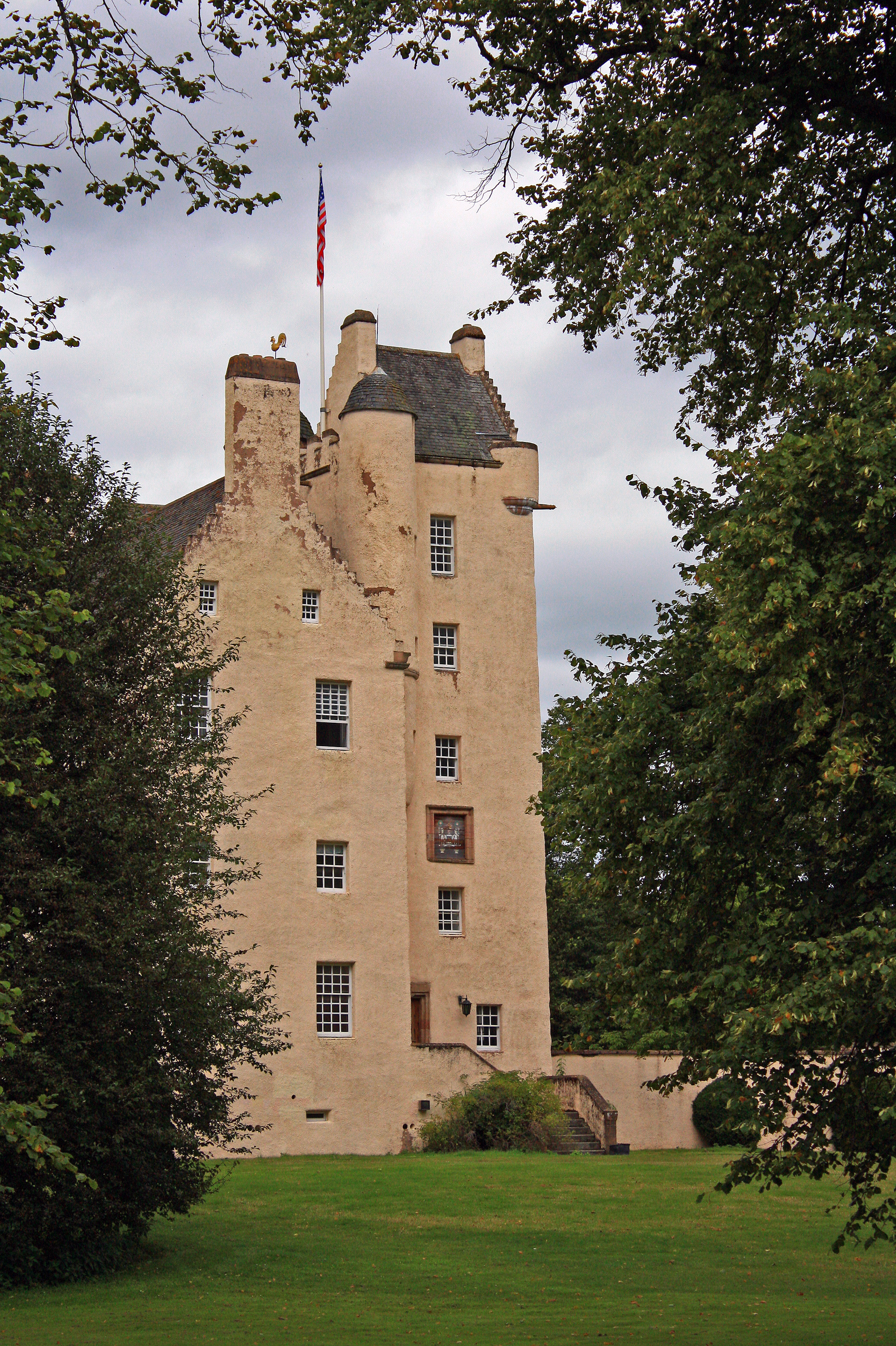
現在のハントリー侯爵家の邸宅アボイン城

スコットランドのゴードン氏族の長であるアレグザンダー・ゴードン(-1470)は、1445年7月3日にスコットランド貴族爵位「ハントリー伯爵(Earl of Huntly)」に叙された。
2代ハントリー伯ジョージ・ゴードン(-1501年)や、3代ハントリー伯アレグザンダー・ゴードン(-1524)の長男ゴードン卿ジョン・ゴードン(-1517)はスコットランド国王ジェームズ4世の娘を妻に迎えている。
6代ハントリー伯ジョージ・ゴードン(1562–1636)はカトリック教徒で、1589年にスペイン王フェリペ2世と密約を交わした容疑にかけられたが、スコットランド王ジェームズ6世の配慮により寛大な措置で済んだだけでなく、1592年にはジェームズ6世の命令で、国王襲撃事件を起こしたボスウェル伯フランシス・ステュアートの共犯とされた第2代マリ伯爵ジェームズ・ステュアートを殺害した後は王に匿われるなど厚遇された。1599年4月17日にスコットランド貴族爵位「ハントリー侯爵(Marquess of Huntly)」「インジー伯爵(Earl of Enzie)」「バデノックのゴードン卿(Lord Gordon of Badenoch)」に叙せられた
。
2代ハントリー侯ジョージ・ゴードン(1592–1649)はイングランド王兼スコットランド王チャールズ1世に仕え、宗教問題で王と対立したスコットランド国民盟約と戦ったが、1639年の主教戦争におけるディー橋の戦いで盟約派のモントローズ伯爵（後にモントローズ侯爵）ジェイムズ・グラハムに敗れ捕虜になった。
1642年から清教徒革命が始まると2代侯は王党派に入り引き続きチャールズ1世に仕えたが、不仲だった長男のジョージ・ゴードン卿が母方の伯父に当たる盟約派のアーガイル侯爵アーチボルド・キャンベルに味方したためゴードン氏族は分裂した。2代侯は次男のアボイン子爵ジェイムズ・ゴードン(1620頃-1649)と共に王党派に留まり、1644年3月にスコットランド北東のアバディーンを乗っ取って国王支持を表明、かつての敵だったモントローズ侯も呼応したが、アーガイル侯ら盟約派に機先を制され2代侯はアバディーンから逃亡した。モントローズ侯がスコットランド内戦でスコットランドを転戦する中2代侯は動かず、代わりにゴードン卿が盟約派から離反して1645年2月2日のインヴァロッヒーの戦いに勝利したモントローズ侯率いる王党派の軍に合流したが、7月2日のアルフォードの戦いで王党派の勝ち戦の最中に戦死した。
ゴードン卿の死後実質的にゴードン氏族を率いた弟のアボイン子爵は兄と異なり、モントローズ侯から離脱した。2代侯もモントローズ侯と協力せず、落ち目になったモントローズ侯は没落していった。1646年になると2代侯はモントローズ侯に代わるスコットランド王党派の中心になろうと画策したり、イングランド内戦（第一次イングランド内戦）に敗れ盟約派に監禁されたチャールズ1世の脱走受け入れを計画したがいずれも失敗、1649年の2代侯の死後ハントリー侯爵位は三男でゴードン卿とアボイン子爵の弟であるルイス・ゴードン(1626頃–1653)が継承している。
2代侯は特別継承権で彼か彼の父の死後に次男ジェイムズ・ゴードンに継承されるアボイン子爵に叙せられている。その規定通り初代ハントリー侯の死後にジェイムズは第2代アボイン子爵となったが、子供を残さずに父の2代侯に先立って死亡したため同子爵位は2代で廃絶している。兄のジョージ・ゴードン卿も子供無く先立って死んでいたのでハントリー侯爵位はルイス・ゴードンが継承している。また四男チャールズ・ゴードンはスコットランド貴族「アボイン伯爵」と「ストラサヴォン及びグレンリベットの第9代ゴードン卿(Lord Gordon of Strathavon and Glenlivet)」に叙せられている。後にこのアボイン伯爵家がハントリー侯爵位を継承することになる。
4代ハントリー侯ジョージ・ゴードン(1643–1716)は、1684年11月1日にスコットランド貴族爵位「ゴードン公爵(Duke of Gordon)」、「ハントリー侯爵(Marquess of Huntly)」「ハントリー＝インジー伯爵(Earl of Huntly and Enzie)」、「インヴァーネス子爵(Viscount of Inverness)」、「バデノック、ロシャベール、ストラサヴォン、ベルモア、オーチドン、ガースィー及びキンカーディン卿(Lord Badenoch, Lochaber, Strathavon, Balmore, Auchidon, Garthie and Kincardine)」に叙せられた。しかしこれらの爵位群は、5代ゴードン公爵ジョージ・ゴードン(1770–1836)が後継者なく死去したことで廃絶している（後に女系の子孫であるリッチモンド公爵レノックス家が新規に連合王国貴族としてゴードン公爵位を与えられている）。
ハントリー侯爵位のみ2代侯に遡っての分流である第5代アボイン伯爵ジョージ・ゴードン(1761–1853)に継承された。しかしこの際、ハントリー侯爵位と一緒に創設されたはずのインジー伯爵位とバデノックのゴードン卿の爵位の継承は認められなかった。またハントリー伯爵位は女系継承が可能な爵位との反論があり、リッチモンド公爵家が継承者である可能性があるため、やはり継承を認められなかった。しかし彼は先立つ1794年にスコットランド貴族爵位「アボイン伯爵(Earl of Aboyne)」と「ストラサヴォン及びグレンリベットの第9代ゴードン卿(Lord Gordon of Strathavon and Glenlivet)」を継承しており、また1815年には連合王国貴族爵位「アバディーン州におけるモーヴァンのメルドラム男爵(Baron Meldrum, of Morven in the County of Aberdeen)」に叙されているため、これらがハントリー侯爵位の新たな従属爵位となった。
以降今日まで彼の子孫によってそれらの爵位は継承され続けている。2015年現在の当主は13代ハントリー侯グランヴィル・ゴードン(1944-)である。
本邸はスコットランド・アバディーンシャーにあるアボイン城である。一族のモットーは「計略ではなく勇気を持て (Animo Non Astutia)」。

## 現当主の全保有爵位
現当主13代ハントリー侯グランヴィル・ゴードンは以下の爵位を保有している。
- 第13代ハントリー侯爵 (13th Marquess of Huntly)
(1599年創設スコットランド貴族爵位)
- 第9代アボイン伯爵（英語版） (9th Earl of Aboyne)
(1660年創設スコットランド貴族爵位)
- ストラサヴォン及びグレンリベットの第9代ゴードン卿 (9th Lord Gordon of Strathavon and Glenlivet)
(1660年創設スコットランド貴族爵位)
- アバディーン州におけるモーヴァンの第5代メルドラム男爵 (5th Baron Meldrum, of Morven in the County of Aberdeen)
(1815年創設連合王国貴族爵位)

## 一覧

### ハントリー伯 (1445年)
- 初代ハントリー伯アレグザンダー・ゴードン（英語版） (-1470)
- 2代ハントリー伯ジョージ・ゴードン（英語版） (-1501年)
- 3代ハントリー伯アレグザンダー・ゴードン（英語版） (-1524)
- 4代ハントリー伯ジョージ・ゴードン（英語版） (1514–1562) (1563年剥奪)
- 5代ハントリー伯ジョージ・ゴードン（英語版） (-1576) (1565年回復)
- 6代ハントリー伯ジョージ・ゴードン（英語版） (1562–1636) (1599年にハントリー侯)

### ハントリー侯 (1599年)
- 初代ハントリー侯ジョージ・ゴードン（英語版） (1562–1636)
- 2代ハントリー侯ジョージ・ゴードン（英語版） (1592–1649)
- 3代ハントリー侯ルイス・ゴードン（英語版） (1626頃–1653)
- 4代ハントリー侯ジョージ・ゴードン (1643–1716) (1684年にゴードン公爵)

### ゴードン公 (1684年)
- 初代ゴードン公爵・4代ハントリー侯ジョージ・ゴードン (1643–1716)
- 2代ゴードン公・5代ハントリー侯アレグザンダー・ゴードン (-1728)
- 3代ゴードン公・6代ハントリー侯コズモ・ジョージ・ゴードン (1720頃–1752)
- 4代ゴードン公・7代ハントリー侯アレグザンダー・ゴードン（英語版） (1743–1827)
- 5代ゴードン公・8代ハントリー侯ジョージ・ゴードン (1770–1836)

### ハントリー侯 (1599年)
- 9代ハントリー侯ジョージ・ゴードン (1761–1853)
- 10代ハントリー侯チャールズ・ゴードン（英語版） (1792–1863)
- 11代ハントリー侯チャールズ・ゴードン（英語版） (1847–1937)
- 12代ハントリー侯ダグラス・ゴードン (1908–1987)
- 13代ハントリー侯グランヴィル・ゴードン（英語版） (1944-)
  - 法定推定相続人は、現当主の長男アボイン伯爵(儀礼称号)アラステアー・ゴードン（英語版） (1973-)

## 家系図
|                                                         |                                                         |                                                         |                                                         | スコットランド王 ジェームズ1世 (1394–1437)                                     |                                                                               |                                                                                   |                                                                               |                                                                               |                                                                               |                                                    |                                                    |                                                |                                                |                                                |                                                |                                                                                       |                                                                                       |                                                                                       |                                                                                       |                                                                                       |                                                                                       |                                                              |                                                              |                                                                           |                                                                           |                                                                           |                                                                           |                                                                           |                                                                           |  |  |  |  |  |  |  |  |  |  |  |  |  |  |  |  |  |  |
|                                                         |                                                         |                                                         |                                                         |                                                                                |                                                                               |                                                                                   |                                                                               |                                                                               |                                                                               |                                                    |                                                    |                                                |                                                |                                                |                                                |                                                                                       |                                                                                       |                                                                                       |                                                                                       | 1445年ハントリー伯                                                                    |                                                                                       |                                                              |                                                              |                                                                           |                                                                           |                                                                           |                                                                           |                                                                           |                                                                           |  |  |  |  |  |  |  |  |  |  |  |  |  |  |  |  |  |  |
|                                                         |                                                         |                                                         |                                                         |                                                                                |                                                                               |                                                                                   |                                                                               |                                                                               |                                                                               |                                                    |                                                    |                                                |                                                |                                                |                                                |                                                                                       |                                                                                       |                                                                                       |                                                                                       |                                                                                       |                                                                                       |                                                              |                                                              |                                                                           |                                                                           |                                                                           |                                                                           |                                                                           |                                                                           |  |  |  |  |  |  |  |  |  |  |  |  |  |  |  |  |  |  |
|                                                         |                                                         |                                                         |                                                         | スコットランド王 ジェームズ2世 (1430–1460)                                     | スコットランド王 ジェームズ2世 (1430–1460)                                    | スコットランド王 ジェームズ2世 (1430–1460)                                        | スコットランド王 ジェームズ2世 (1430–1460)                                    | スコットランド王 ジェームズ2世 (1430–1460)                                    | スコットランド王 ジェームズ2世 (1430–1460)                                    |                                                    |                                                    |                                                |                                                |                                                |                                                |                                                                                       |                                                                                       |                                                                                       |                                                                                       | 初代ハントリー伯 アレグザンダー・シートン(ゴードン) (?-1470)                          | 初代ハントリー伯 アレグザンダー・シートン(ゴードン) (?-1470)                          | 初代ハントリー伯 アレグザンダー・シートン(ゴードン) (?-1470) | 初代ハントリー伯 アレグザンダー・シートン(ゴードン) (?-1470) | 初代ハントリー伯 アレグザンダー・シートン(ゴードン) (?-1470)              | 初代ハントリー伯 アレグザンダー・シートン(ゴードン) (?-1470)              |                                                                           |                                                                           |                                                                           |                                                                           |  |  |  |  |  |  |  |  |  |  |  |  |  |  |  |  |  |  |
|                                                         |                                                         |                                                         |                                                         | スコットランド王 ジェームズ2世 (1430–1460)                                     | スコットランド王 ジェームズ2世 (1430–1460)                                    | スコットランド王 ジェームズ2世 (1430–1460)                                        | スコットランド王 ジェームズ2世 (1430–1460)                                    | スコットランド王 ジェームズ2世 (1430–1460)                                    | スコットランド王 ジェームズ2世 (1430–1460)                                    |                                                    |                                                    |                                                |                                                |                                                |                                                |                                                                                       |                                                                                       |                                                                                       |                                                                                       | 初代ハントリー伯 アレグザンダー・シートン(ゴードン) (?-1470)                          | 初代ハントリー伯 アレグザンダー・シートン(ゴードン) (?-1470)                          | 初代ハントリー伯 アレグザンダー・シートン(ゴードン) (?-1470) | 初代ハントリー伯 アレグザンダー・シートン(ゴードン) (?-1470) | 初代ハントリー伯 アレグザンダー・シートン(ゴードン) (?-1470)              | 初代ハントリー伯 アレグザンダー・シートン(ゴードン) (?-1470)              |                                                                           |                                                                           |                                                                           |                                                                           |  |  |  |  |  |  |  |  |  |  |  |  |  |  |  |  |  |  |
|                                                         |                                                         |                                                         |                                                         | スコットランド王 ジェームズ3世 (1451–1488)                                     | スコットランド王 ジェームズ3世 (1451–1488)                                    | スコットランド王 ジェームズ3世 (1451–1488)                                        | スコットランド王 ジェームズ3世 (1451–1488)                                    | スコットランド王 ジェームズ3世 (1451–1488)                                    | スコットランド王 ジェームズ3世 (1451–1488)                                    |                                                    |                                                    | アナベラ (c.1433–1509)                         | アナベラ (c.1433–1509)                         | アナベラ (c.1433–1509)                         | アナベラ (c.1433–1509)                         | アナベラ (c.1433–1509)                                                                | アナベラ (c.1433–1509)                                                                |                                                                                       |                                                                                       | 2代ハントリー伯 ジョージ・ゴードン (?-1501)                                           | 2代ハントリー伯 ジョージ・ゴードン (?-1501)                                           | 2代ハントリー伯 ジョージ・ゴードン (?-1501)                  | 2代ハントリー伯 ジョージ・ゴードン (?-1501)                  | 2代ハントリー伯 ジョージ・ゴードン (?-1501)                               | 2代ハントリー伯 ジョージ・ゴードン (?-1501)                               |                                                                           |                                                                           |                                                                           |                                                                           |  |  |  |  |  |  |  |  |  |  |  |  |  |  |  |  |  |  |
|                                                         |                                                         |                                                         |                                                         | スコットランド王 ジェームズ3世 (1451–1488)                                     | スコットランド王 ジェームズ3世 (1451–1488)                                    | スコットランド王 ジェームズ3世 (1451–1488)                                        | スコットランド王 ジェームズ3世 (1451–1488)                                    | スコットランド王 ジェームズ3世 (1451–1488)                                    | スコットランド王 ジェームズ3世 (1451–1488)                                    |                                                    |                                                    | アナベラ (c.1433–1509)                         | アナベラ (c.1433–1509)                         | アナベラ (c.1433–1509)                         | アナベラ (c.1433–1509)                         | アナベラ (c.1433–1509)                                                                | アナベラ (c.1433–1509)                                                                |                                                                                       |                                                                                       | 2代ハントリー伯 ジョージ・ゴードン (?-1501)                                           | 2代ハントリー伯 ジョージ・ゴードン (?-1501)                                           | 2代ハントリー伯 ジョージ・ゴードン (?-1501)                  | 2代ハントリー伯 ジョージ・ゴードン (?-1501)                  | 2代ハントリー伯 ジョージ・ゴードン (?-1501)                               | 2代ハントリー伯 ジョージ・ゴードン (?-1501)                               |                                                                           |                                                                           |                                                                           |                                                                           |  |  |  |  |  |  |  |  |  |  |  |  |  |  |  |  |  |  |
|                                                         |                                                         |                                                         |                                                         |                                                                                |                                                                               |                                                                                   |                                                                               |                                                                               |                                                                               |                                                    |                                                    |                                                |                                                |                                                |                                                |                                                                                       |                                                                                       |                                                                                       |                                                                                       |                                                                                       |                                                                                       |                                                              |                                                              |                                                                           |                                                                           |                                                                           |                                                                           |                                                                           |                                                                           |  |  |  |  |  |  |  |  |  |  |  |  |  |  |  |  |  |  |
|                                                         |                                                         |                                                         |                                                         |                                                                                |                                                                               |                                                                                   |                                                                               |                                                                               |                                                                               |                                                    |                                                    |                                                |                                                |                                                |                                                |                                                                                       |                                                                                       |                                                                                       |                                                                                       |                                                                                       |                                                                                       |                                                              |                                                              |                                                                           |                                                                           |                                                                           |                                                                           |                                                                           |                                                                           |  |  |  |  |  |  |  |  |  |  |  |  |  |  |  |  |  |  |
|                                                         |                                                         |                                                         |                                                         | スコットランド王 ジェームズ4世 (1473–1513)                                     | スコットランド王 ジェームズ4世 (1473–1513)                                    | スコットランド王 ジェームズ4世 (1473–1513)                                        | スコットランド王 ジェームズ4世 (1473–1513)                                    | スコットランド王 ジェームズ4世 (1473–1513)                                    | スコットランド王 ジェームズ4世 (1473–1513)                                    |                                                    |                                                    |                                                |                                                |                                                |                                                | 3代ハントリー伯 アレグザンダー・ゴードン (?-1524)                                     | 3代ハントリー伯 アレグザンダー・ゴードン (?-1524)                                     | 3代ハントリー伯 アレグザンダー・ゴードン (?-1524)                                     | 3代ハントリー伯 アレグザンダー・ゴードン (?-1524)                                     | 3代ハントリー伯 アレグザンダー・ゴードン (?-1524)                                     | 3代ハントリー伯 アレグザンダー・ゴードン (?-1524)                                     |                                                              |                                                              | サザーランド伯(妻の権利) アダム・ゴードン (?-1528) m.10代サザーランド女伯 | サザーランド伯(妻の権利) アダム・ゴードン (?-1528) m.10代サザーランド女伯 | サザーランド伯(妻の権利) アダム・ゴードン (?-1528) m.10代サザーランド女伯 | サザーランド伯(妻の権利) アダム・ゴードン (?-1528) m.10代サザーランド女伯 | サザーランド伯(妻の権利) アダム・ゴードン (?-1528) m.10代サザーランド女伯 | サザーランド伯(妻の権利) アダム・ゴードン (?-1528) m.10代サザーランド女伯 |  |  |  |  |  |  |  |  |  |  |  |  |  |  |  |  |  |  |
|                                                         |                                                         |                                                         |                                                         | スコットランド王 ジェームズ4世 (1473–1513)                                     | スコットランド王 ジェームズ4世 (1473–1513)                                    | スコットランド王 ジェームズ4世 (1473–1513)                                        | スコットランド王 ジェームズ4世 (1473–1513)                                    | スコットランド王 ジェームズ4世 (1473–1513)                                    | スコットランド王 ジェームズ4世 (1473–1513)                                    |                                                    |                                                    |                                                |                                                |                                                |                                                | 3代ハントリー伯 アレグザンダー・ゴードン (?-1524)                                     | 3代ハントリー伯 アレグザンダー・ゴードン (?-1524)                                     | 3代ハントリー伯 アレグザンダー・ゴードン (?-1524)                                     | 3代ハントリー伯 アレグザンダー・ゴードン (?-1524)                                     | 3代ハントリー伯 アレグザンダー・ゴードン (?-1524)                                     | 3代ハントリー伯 アレグザンダー・ゴードン (?-1524)                                     |                                                              |                                                              | サザーランド伯(妻の権利) アダム・ゴードン (?-1528) m.10代サザーランド女伯 | サザーランド伯(妻の権利) アダム・ゴードン (?-1528) m.10代サザーランド女伯 | サザーランド伯(妻の権利) アダム・ゴードン (?-1528) m.10代サザーランド女伯 | サザーランド伯(妻の権利) アダム・ゴードン (?-1528) m.10代サザーランド女伯 | サザーランド伯(妻の権利) アダム・ゴードン (?-1528) m.10代サザーランド女伯 | サザーランド伯(妻の権利) アダム・ゴードン (?-1528) m.10代サザーランド女伯 |  |  |  |  |  |  |  |  |  |  |  |  |  |  |  |  |  |  |
|                                                         |                                                         |                                                         |                                                         |                                                                                |                                                                               |                                                                                   |                                                                               |                                                                               |                                                                               |                                                    |                                                    |                                                |                                                |                                                |                                                |                                                                                       |                                                                                       |                                                                                       |                                                                                       |                                                                                       |                                                                                       |                                                              |                                                              |                                                                           |                                                                           |                                                                           |                                                                           |                                                                           |                                                                           |  |  |  |  |  |  |  |  |  |  |  |  |  |  |  |  |  |  |
|                                                         |                                                         |                                                         |                                                         |                                                                                |                                                                               |                                                                                   |                                                                               |                                                                               |                                                                               |                                                    |                                                    |                                                |                                                |                                                |                                                |                                                                                       |                                                                                       |                                                                                       |                                                                                       |                                                                                       |                                                                                       |                                                              |                                                              | サザーランド伯ゴードン家へ                                                |                                                                           |                                                                           |                                                                           |                                                                           |                                                                           |  |  |  |  |  |  |  |  |  |  |  |  |  |  |  |  |  |  |
| キャサリン・ステュワート (c.1495–1554) m.3代モートン伯  | キャサリン・ステュワート (c.1495–1554) m.3代モートン伯  | キャサリン・ステュワート (c.1495–1554) m.3代モートン伯  | キャサリン・ステュワート (c.1495–1554) m.3代モートン伯  | キャサリン・ステュワート (c.1495–1554) m.3代モートン伯                         | キャサリン・ステュワート (c.1495–1554) m.3代モートン伯                        |                                                                                   |                                                                               | マーガレット・ステュワート (c.1497–15??)                                      | マーガレット・ステュワート (c.1497–15??)                                      | マーガレット・ステュワート (c.1497–15??)           | マーガレット・ステュワート (c.1497–15??)           | マーガレット・ステュワート (c.1497–15??)       | マーガレット・ステュワート (c.1497–15??)       |                                                |                                                | ゴードン卿 ジョン・ゴードン (?-1517)                                                  | ゴードン卿 ジョン・ゴードン (?-1517)                                                  | ゴードン卿 ジョン・ゴードン (?-1517)                                                  | ゴードン卿 ジョン・ゴードン (?-1517)                                                  | ゴードン卿 ジョン・ゴードン (?-1517)                                                  | ゴードン卿 ジョン・ゴードン (?-1517)                                                  |                                                              |                                                              |                                                                           |                                                                           |                                                                           |                                                                           |                                                                           |                                                                           |  |  |  |  |  |  |  |  |  |  |  |  |  |  |  |  |  |  |
| キャサリン・ステュワート (c.1495–1554) m.3代モートン伯  | キャサリン・ステュワート (c.1495–1554) m.3代モートン伯  | キャサリン・ステュワート (c.1495–1554) m.3代モートン伯  | キャサリン・ステュワート (c.1495–1554) m.3代モートン伯  | キャサリン・ステュワート (c.1495–1554) m.3代モートン伯                         | キャサリン・ステュワート (c.1495–1554) m.3代モートン伯                        |                                                                                   |                                                                               | マーガレット・ステュワート (c.1497–15??)                                      | マーガレット・ステュワート (c.1497–15??)                                      | マーガレット・ステュワート (c.1497–15??)           | マーガレット・ステュワート (c.1497–15??)           | マーガレット・ステュワート (c.1497–15??)       | マーガレット・ステュワート (c.1497–15??)       |                                                |                                                | ゴードン卿 ジョン・ゴードン (?-1517)                                                  | ゴードン卿 ジョン・ゴードン (?-1517)                                                  | ゴードン卿 ジョン・ゴードン (?-1517)                                                  | ゴードン卿 ジョン・ゴードン (?-1517)                                                  | ゴードン卿 ジョン・ゴードン (?-1517)                                                  | ゴードン卿 ジョン・ゴードン (?-1517)                                                  |                                                              |                                                              |                                                                           |                                                                           |                                                                           |                                                                           |                                                                           |                                                                           |  |  |  |  |  |  |  |  |  |  |  |  |  |  |  |  |  |  |
|                                                         |                                                         |                                                         |                                                         |                                                                                |                                                                               |                                                                                   |                                                                               |                                                                               |                                                                               |                                                    |                                                    |                                                |                                                |                                                |                                                |                                                                                       |                                                                                       |                                                                                       |                                                                                       |                                                                                       |                                                                                       |                                                              |                                                              |                                                                           |                                                                           |                                                                           |                                                                           |                                                                           |                                                                           |  |  |  |  |  |  |  |  |  |  |  |  |  |  |  |  |  |  |
| マーガレット・ダグラス (c.1510–1579) m. 第2代アラン伯爵 | マーガレット・ダグラス (c.1510–1579) m. 第2代アラン伯爵 | マーガレット・ダグラス (c.1510–1579) m. 第2代アラン伯爵 | マーガレット・ダグラス (c.1510–1579) m. 第2代アラン伯爵 | マーガレット・ダグラス (c.1510–1579) m. 第2代アラン伯爵                        | マーガレット・ダグラス (c.1510–1579) m. 第2代アラン伯爵                       |                                                                                   |                                                                               |                                                                               |                                                                               |                                                    |                                                    | 4代ハントリー伯 ジョージ・ゴードン (1514–1562) | 4代ハントリー伯 ジョージ・ゴードン (1514–1562) | 4代ハントリー伯 ジョージ・ゴードン (1514–1562) | 4代ハントリー伯 ジョージ・ゴードン (1514–1562) | 4代ハントリー伯 ジョージ・ゴードン (1514–1562)                                        | 4代ハントリー伯 ジョージ・ゴードン (1514–1562)                                        |                                                                                       |                                                                                       |                                                                                       |                                                                                       |                                                              |                                                              |                                                                           |                                                                           |                                                                           |                                                                           |                                                                           |                                                                           |  |  |  |  |  |  |  |  |  |  |  |  |  |  |  |  |  |  |
| マーガレット・ダグラス (c.1510–1579) m. 第2代アラン伯爵 | マーガレット・ダグラス (c.1510–1579) m. 第2代アラン伯爵 | マーガレット・ダグラス (c.1510–1579) m. 第2代アラン伯爵 | マーガレット・ダグラス (c.1510–1579) m. 第2代アラン伯爵 | マーガレット・ダグラス (c.1510–1579) m. 第2代アラン伯爵                        | マーガレット・ダグラス (c.1510–1579) m. 第2代アラン伯爵                       |                                                                                   |                                                                               |                                                                               |                                                                               |                                                    |                                                    | 4代ハントリー伯 ジョージ・ゴードン (1514–1562) | 4代ハントリー伯 ジョージ・ゴードン (1514–1562) | 4代ハントリー伯 ジョージ・ゴードン (1514–1562) | 4代ハントリー伯 ジョージ・ゴードン (1514–1562) | 4代ハントリー伯 ジョージ・ゴードン (1514–1562)                                        | 4代ハントリー伯 ジョージ・ゴードン (1514–1562)                                        |                                                                                       |                                                                                       |                                                                                       |                                                                                       |                                                              |                                                              |                                                                           |                                                                           |                                                                           |                                                                           |                                                                           |                                                                           |  |  |  |  |  |  |  |  |  |  |  |  |  |  |  |  |  |  |
| アン・ハミルトン (c.1535–1574)                          | アン・ハミルトン (c.1535–1574)                          | アン・ハミルトン (c.1535–1574)                          | アン・ハミルトン (c.1535–1574)                          | アン・ハミルトン (c.1535–1574)                                                 | アン・ハミルトン (c.1535–1574)                                                |                                                                                   |                                                                               |                                                                               |                                                                               |                                                    |                                                    | 5代ハントリー伯 ジョージ・ゴードン (?-1576)    | 5代ハントリー伯 ジョージ・ゴードン (?-1576)    | 5代ハントリー伯 ジョージ・ゴードン (?-1576)    | 5代ハントリー伯 ジョージ・ゴードン (?-1576)    | 5代ハントリー伯 ジョージ・ゴードン (?-1576)                                           | 5代ハントリー伯 ジョージ・ゴードン (?-1576)                                           |                                                                                       |                                                                                       |                                                                                       |                                                                                       |                                                              |                                                              |                                                                           |                                                                           |                                                                           |                                                                           |                                                                           |                                                                           |  |  |  |  |  |  |  |  |  |  |  |  |  |  |  |  |  |  |
| アン・ハミルトン (c.1535–1574)                          | アン・ハミルトン (c.1535–1574)                          | アン・ハミルトン (c.1535–1574)                          | アン・ハミルトン (c.1535–1574)                          | アン・ハミルトン (c.1535–1574)                                                 | アン・ハミルトン (c.1535–1574)                                                |                                                                                   |                                                                               |                                                                               |                                                                               |                                                    |                                                    | 5代ハントリー伯 ジョージ・ゴードン (?-1576)    | 5代ハントリー伯 ジョージ・ゴードン (?-1576)    | 5代ハントリー伯 ジョージ・ゴードン (?-1576)    | 5代ハントリー伯 ジョージ・ゴードン (?-1576)    | 5代ハントリー伯 ジョージ・ゴードン (?-1576)                                           | 5代ハントリー伯 ジョージ・ゴードン (?-1576)                                           |                                                                                       |                                                                                       |                                                                                       |                                                                                       |                                                              |                                                              |                                                                           |                                                                           |                                                                           |                                                                           |                                                                           |                                                                           |  |  |  |  |  |  |  |  |  |  |  |  |  |  |  |  |  |  |
|                                                         |                                                         |                                                         |                                                         |                                                                                |                                                                               |                                                                                   |                                                                               |                                                                               |                                                                               |                                                    |                                                    |                                                |                                                |                                                |                                                |                                                                                       |                                                                                       |                                                                                       |                                                                                       |                                                                                       |                                                                                       |                                                              |                                                              |                                                                           |                                                                           |                                                                           |                                                                           |                                                                           |                                                                           |  |  |  |  |  |  |  |  |  |  |  |  |  |  |  |  |  |  |
|                                                         |                                                         |                                                         |                                                         |                                                                                |                                                                               | 1599年ハントリー侯                                                                |                                                                               |                                                                               |                                                                               |                                                    |                                                    |                                                |                                                |                                                |                                                |                                                                                       |                                                                                       |                                                                                       |                                                                                       |                                                                                       |                                                                                       |                                                              |                                                              |                                                                           |                                                                           |                                                                           |                                                                           |                                                                           |                                                                           |  |  |  |  |  |  |  |  |  |  |  |  |  |  |  |  |  |  |
|                                                         |                                                         |                                                         |                                                         |                                                                                |                                                                               | 初代ハントリー侯 6代ハントリー伯 ジョージ・ゴードン (1562–1636)                   |                                                                               |                                                                               |                                                                               |                                                    |                                                    |                                                |                                                |                                                |                                                |                                                                                       |                                                                                       |                                                                                       |                                                                                       |                                                                                       |                                                                                       |                                                              |                                                              |                                                                           |                                                                           |                                                                           |                                                                           |                                                                           |                                                                           |  |  |  |  |  |  |  |  |  |  |  |  |  |  |  |  |  |  |
|                                                         |                                                         |                                                         |                                                         |                                                                                |                                                                               |                                                                                   |                                                                               |                                                                               |                                                                               |                                                    |                                                    |                                                |                                                |                                                |                                                |                                                                                       |                                                                                       |                                                                                       |                                                                                       |                                                                                       |                                                                                       |                                                              |                                                              |                                                                           |                                                                           |                                                                           |                                                                           |                                                                           |                                                                           |  |  |  |  |  |  |  |  |  |  |  |  |  |  |  |  |  |  |
|                                                         |                                                         |                                                         |                                                         |                                                                                |                                                                               | 1632年アボイン子爵                                                                |                                                                               |                                                                               |                                                                               |                                                    |                                                    |                                                |                                                |                                                |                                                |                                                                                       |                                                                                       |                                                                                       |                                                                                       |                                                                                       |                                                                                       |                                                              |                                                              |                                                                           |                                                                           |                                                                           |                                                                           |                                                                           |                                                                           |  |  |  |  |  |  |  |  |  |  |  |  |  |  |  |  |  |  |
|                                                         |                                                         |                                                         |                                                         |                                                                                |                                                                               | 2代ハントリー侯 7代ハントリー伯 初代アボイン子爵 ジョージ・ゴードン (1592頃–1649) |                                                                               |                                                                               |                                                                               |                                                    |                                                    |                                                |                                                |                                                |                                                |                                                                                       |                                                                                       |                                                                                       |                                                                                       |                                                                                       |                                                                                       |                                                              |                                                              |                                                                           |                                                                           |                                                                           |                                                                           |                                                                           |                                                                           |  |  |  |  |  |  |  |  |  |  |  |  |  |  |  |  |  |  |
|                                                         |                                                         |                                                         |                                                         |                                                                                |                                                                               |                                                                                   |                                                                               |                                                                               |                                                                               |                                                    |                                                    |                                                |                                                |                                                |                                                |                                                                                       |                                                                                       |                                                                                       |                                                                                       |                                                                                       |                                                                                       |                                                              |                                                              |                                                                           |                                                                           |                                                                           |                                                                           |                                                                           |                                                                           |  |  |  |  |  |  |  |  |  |  |  |  |  |  |  |  |  |  |
|                                                         |                                                         |                                                         |                                                         |                                                                                |                                                                               |                                                                                   |                                                                               |                                                                               |                                                                               |                                                    |                                                    |                                                |                                                |                                                |                                                |                                                                                       |                                                                                       |                                                                                       |                                                                                       |                                                                                       |                                                                                       |                                                              |                                                              |                                                                           |                                                                           |                                                                           |                                                                           |                                                                           |                                                                           |  |  |  |  |  |  |  |  |  |  |  |  |  |  |  |  |  |  |
|                                                         |                                                         |                                                         |                                                         |                                                                                |                                                                               |                                                                                   |                                                                               |                                                                               |                                                                               |                                                    |                                                    |                                                |                                                |                                                |                                                |                                                                                       |                                                                                       |                                                                                       |                                                                                       |                                                                                       |                                                                                       |                                                              |                                                              | 1660年アボイン伯爵                                                        |                                                                           |                                                                           |                                                                           |                                                                           |                                                                           |  |  |  |  |  |  |  |  |  |  |  |  |  |  |  |  |  |  |
|                                                         |                                                         |                                                         |                                                         |                                                                                |                                                                               | 2代アボイン子爵 ジェームズ・ゴードン (1620頃–1649)                                | 2代アボイン子爵 ジェームズ・ゴードン (1620頃–1649)                            | 2代アボイン子爵 ジェームズ・ゴードン (1620頃–1649)                            | 2代アボイン子爵 ジェームズ・ゴードン (1620頃–1649)                            | 2代アボイン子爵 ジェームズ・ゴードン (1620頃–1649) | 2代アボイン子爵 ジェームズ・ゴードン (1620頃–1649) |                                                |                                                |                                                |                                                | 3代ハントリー侯 8代ハントリー伯 ルイス・ゴードン (1626頃–1653)                        | 3代ハントリー侯 8代ハントリー伯 ルイス・ゴードン (1626頃–1653)                        | 3代ハントリー侯 8代ハントリー伯 ルイス・ゴードン (1626頃–1653)                        | 3代ハントリー侯 8代ハントリー伯 ルイス・ゴードン (1626頃–1653)                        | 3代ハントリー侯 8代ハントリー伯 ルイス・ゴードン (1626頃–1653)                        | 3代ハントリー侯 8代ハントリー伯 ルイス・ゴードン (1626頃–1653)                        |                                                              |                                                              | 初代アボイン伯 チャールズ・ゴードン (1638頃–1681)                         | 初代アボイン伯 チャールズ・ゴードン (1638頃–1681)                         | 初代アボイン伯 チャールズ・ゴードン (1638頃–1681)                         | 初代アボイン伯 チャールズ・ゴードン (1638頃–1681)                         | 初代アボイン伯 チャールズ・ゴードン (1638頃–1681)                         | 初代アボイン伯 チャールズ・ゴードン (1638頃–1681)                         |  |  |  |  |  |  |  |  |  |  |  |  |  |  |  |  |  |  |
|                                                         |                                                         |                                                         |                                                         |                                                                                |                                                                               | 2代アボイン子爵 ジェームズ・ゴードン (1620頃–1649)                                | 2代アボイン子爵 ジェームズ・ゴードン (1620頃–1649)                            | 2代アボイン子爵 ジェームズ・ゴードン (1620頃–1649)                            | 2代アボイン子爵 ジェームズ・ゴードン (1620頃–1649)                            | 2代アボイン子爵 ジェームズ・ゴードン (1620頃–1649) | 2代アボイン子爵 ジェームズ・ゴードン (1620頃–1649) | アボイン子爵廃絶                               |                                                |                                                |                                                | 3代ハントリー侯 8代ハントリー伯 ルイス・ゴードン (1626頃–1653)                        | 3代ハントリー侯 8代ハントリー伯 ルイス・ゴードン (1626頃–1653)                        | 3代ハントリー侯 8代ハントリー伯 ルイス・ゴードン (1626頃–1653)                        | 3代ハントリー侯 8代ハントリー伯 ルイス・ゴードン (1626頃–1653)                        | 3代ハントリー侯 8代ハントリー伯 ルイス・ゴードン (1626頃–1653)                        | 3代ハントリー侯 8代ハントリー伯 ルイス・ゴードン (1626頃–1653)                        |                                                              |                                                              | 初代アボイン伯 チャールズ・ゴードン (1638頃–1681)                         | 初代アボイン伯 チャールズ・ゴードン (1638頃–1681)                         | 初代アボイン伯 チャールズ・ゴードン (1638頃–1681)                         | 初代アボイン伯 チャールズ・ゴードン (1638頃–1681)                         | 初代アボイン伯 チャールズ・ゴードン (1638頃–1681)                         | 初代アボイン伯 チャールズ・ゴードン (1638頃–1681)                         |  |  |  |  |  |  |  |  |  |  |  |  |  |  |  |  |  |  |
|                                                         |                                                         |                                                         |                                                         |                                                                                |                                                                               |                                                                                   |                                                                               |                                                                               |                                                                               |                                                    |                                                    |                                                |                                                |                                                |                                                |                                                                                       |                                                                                       |                                                                                       |                                                                                       |                                                                                       |                                                                                       |                                                              |                                                              |                                                                           |                                                                           |                                                                           |                                                                           |                                                                           |                                                                           |  |  |  |  |  |  |  |  |  |  |  |  |  |  |  |  |  |  |
|                                                         |                                                         |                                                         |                                                         |                                                                                |                                                                               |                                                                                   |                                                                               |                                                                               |                                                                               |                                                    |                                                    |                                                |                                                |                                                |                                                | 1684年ゴードン公(1期)                                                                 |                                                                                       |                                                                                       |                                                                                       |                                                                                       |                                                                                       |                                                              |                                                              |                                                                           |                                                                           |                                                                           |                                                                           |                                                                           |                                                                           |  |  |  |  |  |  |  |  |  |  |  |  |  |  |  |  |  |  |
|                                                         |                                                         |                                                         |                                                         |                                                                                |                                                                               |                                                                                   |                                                                               |                                                                               |                                                                               |                                                    |                                                    |                                                |                                                |                                                |                                                | 初代ゴードン公 4代ハントリー侯 9代ハントリー伯 ジョージ・ゴードン (1643–1716)         | 初代ゴードン公 4代ハントリー侯 9代ハントリー伯 ジョージ・ゴードン (1643–1716)         | 初代ゴードン公 4代ハントリー侯 9代ハントリー伯 ジョージ・ゴードン (1643–1716)         | 初代ゴードン公 4代ハントリー侯 9代ハントリー伯 ジョージ・ゴードン (1643–1716)         | 初代ゴードン公 4代ハントリー侯 9代ハントリー伯 ジョージ・ゴードン (1643–1716)         | 初代ゴードン公 4代ハントリー侯 9代ハントリー伯 ジョージ・ゴードン (1643–1716)         |                                                              |                                                              | 2代アボイン伯 チャールズ・ゴードン (c.1670–1702)                          | 2代アボイン伯 チャールズ・ゴードン (c.1670–1702)                          | 2代アボイン伯 チャールズ・ゴードン (c.1670–1702)                          | 2代アボイン伯 チャールズ・ゴードン (c.1670–1702)                          | 2代アボイン伯 チャールズ・ゴードン (c.1670–1702)                          | 2代アボイン伯 チャールズ・ゴードン (c.1670–1702)                          |  |  |  |  |  |  |  |  |  |  |  |  |  |  |  |  |  |  |
|                                                         |                                                         |                                                         |                                                         |                                                                                |                                                                               |                                                                                   |                                                                               |                                                                               |                                                                               |                                                    |                                                    |                                                |                                                |                                                |                                                | 初代ゴードン公 4代ハントリー侯 9代ハントリー伯 ジョージ・ゴードン (1643–1716)         | 初代ゴードン公 4代ハントリー侯 9代ハントリー伯 ジョージ・ゴードン (1643–1716)         | 初代ゴードン公 4代ハントリー侯 9代ハントリー伯 ジョージ・ゴードン (1643–1716)         | 初代ゴードン公 4代ハントリー侯 9代ハントリー伯 ジョージ・ゴードン (1643–1716)         | 初代ゴードン公 4代ハントリー侯 9代ハントリー伯 ジョージ・ゴードン (1643–1716)         | 初代ゴードン公 4代ハントリー侯 9代ハントリー伯 ジョージ・ゴードン (1643–1716)         |                                                              |                                                              | 2代アボイン伯 チャールズ・ゴードン (c.1670–1702)                          | 2代アボイン伯 チャールズ・ゴードン (c.1670–1702)                          | 2代アボイン伯 チャールズ・ゴードン (c.1670–1702)                          | 2代アボイン伯 チャールズ・ゴードン (c.1670–1702)                          | 2代アボイン伯 チャールズ・ゴードン (c.1670–1702)                          | 2代アボイン伯 チャールズ・ゴードン (c.1670–1702)                          |  |  |  |  |  |  |  |  |  |  |  |  |  |  |  |  |  |  |
|                                                         |                                                         |                                                         |                                                         |                                                                                |                                                                               |                                                                                   |                                                                               |                                                                               |                                                                               |                                                    |                                                    |                                                |                                                |                                                |                                                | 2代ゴードン公 5代ハントリー侯 10代ハントリー伯 アレグザンダー・ゴードン (1678頃–1728) | 2代ゴードン公 5代ハントリー侯 10代ハントリー伯 アレグザンダー・ゴードン (1678頃–1728) | 2代ゴードン公 5代ハントリー侯 10代ハントリー伯 アレグザンダー・ゴードン (1678頃–1728) | 2代ゴードン公 5代ハントリー侯 10代ハントリー伯 アレグザンダー・ゴードン (1678頃–1728) | 2代ゴードン公 5代ハントリー侯 10代ハントリー伯 アレグザンダー・ゴードン (1678頃–1728) | 2代ゴードン公 5代ハントリー侯 10代ハントリー伯 アレグザンダー・ゴードン (1678頃–1728) |                                                              |                                                              | 3代アボイン伯 ジョン・ゴードン (?-1732)                                   | 3代アボイン伯 ジョン・ゴードン (?-1732)                                   | 3代アボイン伯 ジョン・ゴードン (?-1732)                                   | 3代アボイン伯 ジョン・ゴードン (?-1732)                                   | 3代アボイン伯 ジョン・ゴードン (?-1732)                                   | 3代アボイン伯 ジョン・ゴードン (?-1732)                                   |  |  |  |  |  |  |  |  |  |  |  |  |  |  |  |  |  |  |
|                                                         |                                                         |                                                         |                                                         |                                                                                |                                                                               |                                                                                   |                                                                               |                                                                               |                                                                               |                                                    |                                                    |                                                |                                                |                                                |                                                | 2代ゴードン公 5代ハントリー侯 10代ハントリー伯 アレグザンダー・ゴードン (1678頃–1728) | 2代ゴードン公 5代ハントリー侯 10代ハントリー伯 アレグザンダー・ゴードン (1678頃–1728) | 2代ゴードン公 5代ハントリー侯 10代ハントリー伯 アレグザンダー・ゴードン (1678頃–1728) | 2代ゴードン公 5代ハントリー侯 10代ハントリー伯 アレグザンダー・ゴードン (1678頃–1728) | 2代ゴードン公 5代ハントリー侯 10代ハントリー伯 アレグザンダー・ゴードン (1678頃–1728) | 2代ゴードン公 5代ハントリー侯 10代ハントリー伯 アレグザンダー・ゴードン (1678頃–1728) |                                                              |                                                              | 3代アボイン伯 ジョン・ゴードン (?-1732)                                   | 3代アボイン伯 ジョン・ゴードン (?-1732)                                   | 3代アボイン伯 ジョン・ゴードン (?-1732)                                   | 3代アボイン伯 ジョン・ゴードン (?-1732)                                   | 3代アボイン伯 ジョン・ゴードン (?-1732)                                   | 3代アボイン伯 ジョン・ゴードン (?-1732)                                   |  |  |  |  |  |  |  |  |  |  |  |  |  |  |  |  |  |  |
|                                                         |                                                         |                                                         |                                                         |                                                                                |                                                                               |                                                                                   |                                                                               |                                                                               |                                                                               |                                                    |                                                    |                                                |                                                |                                                |                                                | 3代ゴードン公 6代ハントリー侯 11代ハントリー伯 コズモ・ゴードン (1720–1752)           | 3代ゴードン公 6代ハントリー侯 11代ハントリー伯 コズモ・ゴードン (1720–1752)           | 3代ゴードン公 6代ハントリー侯 11代ハントリー伯 コズモ・ゴードン (1720–1752)           | 3代ゴードン公 6代ハントリー侯 11代ハントリー伯 コズモ・ゴードン (1720–1752)           | 3代ゴードン公 6代ハントリー侯 11代ハントリー伯 コズモ・ゴードン (1720–1752)           | 3代ゴードン公 6代ハントリー侯 11代ハントリー伯 コズモ・ゴードン (1720–1752)           |                                                              |                                                              | 4代アボイン伯 チャールズ・ゴードン (1728–1795)                            | 4代アボイン伯 チャールズ・ゴードン (1728–1795)                            | 4代アボイン伯 チャールズ・ゴードン (1728–1795)                            | 4代アボイン伯 チャールズ・ゴードン (1728–1795)                            | 4代アボイン伯 チャールズ・ゴードン (1728–1795)                            | 4代アボイン伯 チャールズ・ゴードン (1728–1795)                            |  |  |  |  |  |  |  |  |  |  |  |  |  |  |  |  |  |  |
|                                                         |                                                         |                                                         |                                                         |                                                                                |                                                                               |                                                                                   |                                                                               |                                                                               |                                                                               |                                                    |                                                    |                                                |                                                |                                                |                                                | 3代ゴードン公 6代ハントリー侯 11代ハントリー伯 コズモ・ゴードン (1720–1752)           | 3代ゴードン公 6代ハントリー侯 11代ハントリー伯 コズモ・ゴードン (1720–1752)           | 3代ゴードン公 6代ハントリー侯 11代ハントリー伯 コズモ・ゴードン (1720–1752)           | 3代ゴードン公 6代ハントリー侯 11代ハントリー伯 コズモ・ゴードン (1720–1752)           | 3代ゴードン公 6代ハントリー侯 11代ハントリー伯 コズモ・ゴードン (1720–1752)           | 3代ゴードン公 6代ハントリー侯 11代ハントリー伯 コズモ・ゴードン (1720–1752)           |                                                              |                                                              | 4代アボイン伯 チャールズ・ゴードン (1728–1795)                            | 4代アボイン伯 チャールズ・ゴードン (1728–1795)                            | 4代アボイン伯 チャールズ・ゴードン (1728–1795)                            | 4代アボイン伯 チャールズ・ゴードン (1728–1795)                            | 4代アボイン伯 チャールズ・ゴードン (1728–1795)                            | 4代アボイン伯 チャールズ・ゴードン (1728–1795)                            |  |  |  |  |  |  |  |  |  |  |  |  |  |  |  |  |  |  |
|                                                         |                                                         |                                                         |                                                         |                                                                                |                                                                               |                                                                                   |                                                                               |                                                                               |                                                                               |                                                    |                                                    |                                                |                                                |                                                |                                                | 4代ゴードン公 7代ハントリー侯 12代ハントリー伯 アレグザンダー・ゴードン (1743–1827)   | 4代ゴードン公 7代ハントリー侯 12代ハントリー伯 アレグザンダー・ゴードン (1743–1827)   | 4代ゴードン公 7代ハントリー侯 12代ハントリー伯 アレグザンダー・ゴードン (1743–1827)   | 4代ゴードン公 7代ハントリー侯 12代ハントリー伯 アレグザンダー・ゴードン (1743–1827)   | 4代ゴードン公 7代ハントリー侯 12代ハントリー伯 アレグザンダー・ゴードン (1743–1827)   | 4代ゴードン公 7代ハントリー侯 12代ハントリー伯 アレグザンダー・ゴードン (1743–1827)   |                                                              |                                                              | 9代ハントリー侯 5代アボイン伯 ジョージ・ゴードン (1761–1853)              | 9代ハントリー侯 5代アボイン伯 ジョージ・ゴードン (1761–1853)              | 9代ハントリー侯 5代アボイン伯 ジョージ・ゴードン (1761–1853)              | 9代ハントリー侯 5代アボイン伯 ジョージ・ゴードン (1761–1853)              | 9代ハントリー侯 5代アボイン伯 ジョージ・ゴードン (1761–1853)              | 9代ハントリー侯 5代アボイン伯 ジョージ・ゴードン (1761–1853)              |  |  |  |  |  |  |  |  |  |  |  |  |  |  |  |  |  |  |
|                                                         |                                                         |                                                         |                                                         |                                                                                |                                                                               |                                                                                   |                                                                               |                                                                               |                                                                               |                                                    |                                                    |                                                |                                                |                                                |                                                | 4代ゴードン公 7代ハントリー侯 12代ハントリー伯 アレグザンダー・ゴードン (1743–1827)   | 4代ゴードン公 7代ハントリー侯 12代ハントリー伯 アレグザンダー・ゴードン (1743–1827)   | 4代ゴードン公 7代ハントリー侯 12代ハントリー伯 アレグザンダー・ゴードン (1743–1827)   | 4代ゴードン公 7代ハントリー侯 12代ハントリー伯 アレグザンダー・ゴードン (1743–1827)   | 4代ゴードン公 7代ハントリー侯 12代ハントリー伯 アレグザンダー・ゴードン (1743–1827)   | 4代ゴードン公 7代ハントリー侯 12代ハントリー伯 アレグザンダー・ゴードン (1743–1827)   |                                                              |                                                              | 9代ハントリー侯 5代アボイン伯 ジョージ・ゴードン (1761–1853)              | 9代ハントリー侯 5代アボイン伯 ジョージ・ゴードン (1761–1853)              | 9代ハントリー侯 5代アボイン伯 ジョージ・ゴードン (1761–1853)              | 9代ハントリー侯 5代アボイン伯 ジョージ・ゴードン (1761–1853)              | 9代ハントリー侯 5代アボイン伯 ジョージ・ゴードン (1761–1853)              | 9代ハントリー侯 5代アボイン伯 ジョージ・ゴードン (1761–1853)              |  |  |  |  |  |  |  |  |  |  |  |  |  |  |  |  |  |  |
|                                                         |                                                         |                                                         |                                                         |                                                                                |                                                                               |                                                                                   |                                                                               |                                                                               |                                                                               |                                                    |                                                    |                                                |                                                |                                                |                                                |                                                                                       |                                                                                       |                                                                                       |                                                                                       |                                                                                       |                                                                                       |                                                              |                                                              |                                                                           |                                                                           |                                                                           |                                                                           |                                                                           |                                                                           |  |  |  |  |  |  |  |  |  |  |  |  |  |  |  |  |  |  |
| 4代リッチモンド公 チャールズ・レノックス (1764-1819)    | 4代リッチモンド公 チャールズ・レノックス (1764-1819)    | 4代リッチモンド公 チャールズ・レノックス (1764-1819)    | 4代リッチモンド公 チャールズ・レノックス (1764-1819)    | 4代リッチモンド公 チャールズ・レノックス (1764-1819)                           | 4代リッチモンド公 チャールズ・レノックス (1764-1819)                          |                                                                                   |                                                                               | シャーロット・レノックス (1768–1842)                                          | シャーロット・レノックス (1768–1842)                                          | シャーロット・レノックス (1768–1842)               | シャーロット・レノックス (1768–1842)               | シャーロット・レノックス (1768–1842)           | シャーロット・レノックス (1768–1842)           |                                                |                                                | 5代ゴードン公 8代ハントリー侯 13代ハントリー伯 ジョージ・ゴードン (1770–1836)         | 5代ゴードン公 8代ハントリー侯 13代ハントリー伯 ジョージ・ゴードン (1770–1836)         | 5代ゴードン公 8代ハントリー侯 13代ハントリー伯 ジョージ・ゴードン (1770–1836)         | 5代ゴードン公 8代ハントリー侯 13代ハントリー伯 ジョージ・ゴードン (1770–1836)         | 5代ゴードン公 8代ハントリー侯 13代ハントリー伯 ジョージ・ゴードン (1770–1836)         | 5代ゴードン公 8代ハントリー侯 13代ハントリー伯 ジョージ・ゴードン (1770–1836)         |                                                              |                                                              | 10代ハントリー侯 6代アボイン伯 チャールズ・ゴードン (1792–1863)           | 10代ハントリー侯 6代アボイン伯 チャールズ・ゴードン (1792–1863)           | 10代ハントリー侯 6代アボイン伯 チャールズ・ゴードン (1792–1863)           | 10代ハントリー侯 6代アボイン伯 チャールズ・ゴードン (1792–1863)           | 10代ハントリー侯 6代アボイン伯 チャールズ・ゴードン (1792–1863)           | 10代ハントリー侯 6代アボイン伯 チャールズ・ゴードン (1792–1863)           |  |  |  |  |  |  |  |  |  |  |  |  |  |  |  |  |  |  |
| 4代リッチモンド公 チャールズ・レノックス (1764-1819)    | 4代リッチモンド公 チャールズ・レノックス (1764-1819)    | 4代リッチモンド公 チャールズ・レノックス (1764-1819)    | 4代リッチモンド公 チャールズ・レノックス (1764-1819)    | 4代リッチモンド公 チャールズ・レノックス (1764-1819)                           | 4代リッチモンド公 チャールズ・レノックス (1764-1819)                          |                                                                                   |                                                                               | シャーロット・レノックス (1768–1842)                                          | シャーロット・レノックス (1768–1842)                                          | シャーロット・レノックス (1768–1842)               | シャーロット・レノックス (1768–1842)               | シャーロット・レノックス (1768–1842)           | シャーロット・レノックス (1768–1842)           |                                                |                                                | 5代ゴードン公 8代ハントリー侯 13代ハントリー伯 ジョージ・ゴードン (1770–1836)         | 5代ゴードン公 8代ハントリー侯 13代ハントリー伯 ジョージ・ゴードン (1770–1836)         | 5代ゴードン公 8代ハントリー侯 13代ハントリー伯 ジョージ・ゴードン (1770–1836)         | 5代ゴードン公 8代ハントリー侯 13代ハントリー伯 ジョージ・ゴードン (1770–1836)         | 5代ゴードン公 8代ハントリー侯 13代ハントリー伯 ジョージ・ゴードン (1770–1836)         | 5代ゴードン公 8代ハントリー侯 13代ハントリー伯 ジョージ・ゴードン (1770–1836)         |                                                              |                                                              | 10代ハントリー侯 6代アボイン伯 チャールズ・ゴードン (1792–1863)           | 10代ハントリー侯 6代アボイン伯 チャールズ・ゴードン (1792–1863)           | 10代ハントリー侯 6代アボイン伯 チャールズ・ゴードン (1792–1863)           | 10代ハントリー侯 6代アボイン伯 チャールズ・ゴードン (1792–1863)           | 10代ハントリー侯 6代アボイン伯 チャールズ・ゴードン (1792–1863)           | 10代ハントリー侯 6代アボイン伯 チャールズ・ゴードン (1792–1863)           |  |  |  |  |  |  |  |  |  |  |  |  |  |  |  |  |  |  |
|                                                         |                                                         |                                                         |                                                         |                                                                                |                                                                               |                                                                                   |                                                                               |                                                                               |                                                                               |                                                    |                                                    |                                                |                                                |                                                |                                                | ゴードン公(1期)廃絶 ハントリー伯停止                                                  |                                                                                       |                                                                                       |                                                                                       |                                                                                       |                                                                                       |                                                              |                                                              |                                                                           |                                                                           |                                                                           |                                                                           |                                                                           |                                                                           |  |  |  |  |  |  |  |  |  |  |  |  |  |  |  |  |  |  |
|                                                         |                                                         |                                                         |                                                         |                                                                                |                                                                               |                                                                                   |                                                                               |                                                                               |                                                                               |                                                    |                                                    |                                                |                                                |                                                |                                                |                                                                                       |                                                                                       |                                                                                       |                                                                                       |                                                                                       |                                                                                       |                                                              |                                                              |                                                                           |                                                                           |                                                                           |                                                                           |                                                                           |                                                                           |  |  |  |  |  |  |  |  |  |  |  |  |  |  |  |  |  |  |
|                                                         |                                                         |                                                         |                                                         |                                                                                |                                                                               |                                                                                   |                                                                               |                                                                               |                                                                               |                                                    |                                                    |                                                |                                                |                                                |                                                |                                                                                       |                                                                                       |                                                                                       |                                                                                       |                                                                                       |                                                                                       |                                                              |                                                              |                                                                           |                                                                           |                                                                           |                                                                           |                                                                           |                                                                           |  |  |  |  |  |  |  |  |  |  |  |  |  |  |  |  |  |  |
|                                                         |                                                         |                                                         |                                                         | 5代リッチモンド公 チャールズ・ゴードン＝レノックス (1791–1860)                 | 5代リッチモンド公 チャールズ・ゴードン＝レノックス (1791–1860)                | 5代リッチモンド公 チャールズ・ゴードン＝レノックス (1791–1860)                    | 5代リッチモンド公 チャールズ・ゴードン＝レノックス (1791–1860)                | 5代リッチモンド公 チャールズ・ゴードン＝レノックス (1791–1860)                | 5代リッチモンド公 チャールズ・ゴードン＝レノックス (1791–1860)                |                                                    |                                                    |                                                |                                                |                                                |                                                | 11代ハントリー侯 7代アボイン伯 チャールズ・ゴードン (1847–1937)                       | 11代ハントリー侯 7代アボイン伯 チャールズ・ゴードン (1847–1937)                       | 11代ハントリー侯 7代アボイン伯 チャールズ・ゴードン (1847–1937)                       | 11代ハントリー侯 7代アボイン伯 チャールズ・ゴードン (1847–1937)                       | 11代ハントリー侯 7代アボイン伯 チャールズ・ゴードン (1847–1937)                       | 11代ハントリー侯 7代アボイン伯 チャールズ・ゴードン (1847–1937)                       |                                                              |                                                              | グランヴィル・ゴードン (1856–1907)                                        | グランヴィル・ゴードン (1856–1907)                                        | グランヴィル・ゴードン (1856–1907)                                        | グランヴィル・ゴードン (1856–1907)                                        | グランヴィル・ゴードン (1856–1907)                                        | グランヴィル・ゴードン (1856–1907)                                        |  |  |  |  |  |  |  |  |  |  |  |  |  |  |  |  |  |  |
|                                                         |                                                         |                                                         |                                                         | 5代リッチモンド公 チャールズ・ゴードン＝レノックス (1791–1860)                 | 5代リッチモンド公 チャールズ・ゴードン＝レノックス (1791–1860)                | 5代リッチモンド公 チャールズ・ゴードン＝レノックス (1791–1860)                    | 5代リッチモンド公 チャールズ・ゴードン＝レノックス (1791–1860)                | 5代リッチモンド公 チャールズ・ゴードン＝レノックス (1791–1860)                | 5代リッチモンド公 チャールズ・ゴードン＝レノックス (1791–1860)                |                                                    |                                                    |                                                |                                                |                                                |                                                | 11代ハントリー侯 7代アボイン伯 チャールズ・ゴードン (1847–1937)                       | 11代ハントリー侯 7代アボイン伯 チャールズ・ゴードン (1847–1937)                       | 11代ハントリー侯 7代アボイン伯 チャールズ・ゴードン (1847–1937)                       | 11代ハントリー侯 7代アボイン伯 チャールズ・ゴードン (1847–1937)                       | 11代ハントリー侯 7代アボイン伯 チャールズ・ゴードン (1847–1937)                       | 11代ハントリー侯 7代アボイン伯 チャールズ・ゴードン (1847–1937)                       |                                                              |                                                              | グランヴィル・ゴードン (1856–1907)                                        | グランヴィル・ゴードン (1856–1907)                                        | グランヴィル・ゴードン (1856–1907)                                        | グランヴィル・ゴードン (1856–1907)                                        | グランヴィル・ゴードン (1856–1907)                                        | グランヴィル・ゴードン (1856–1907)                                        |  |  |  |  |  |  |  |  |  |  |  |  |  |  |  |  |  |  |
|                                                         |                                                         |                                                         |                                                         | 1876年ゴードン公(2期)                                                          |                                                                               |                                                                                   |                                                                               |                                                                               |                                                                               |                                                    |                                                    |                                                |                                                |                                                |                                                |                                                                                       |                                                                                       |                                                                                       |                                                                                       |                                                                                       |                                                                                       |                                                              |                                                              |                                                                           |                                                                           |                                                                           |                                                                           |                                                                           |                                                                           |  |  |  |  |  |  |  |  |  |  |  |  |  |  |  |  |  |  |
|                                                         |                                                         |                                                         |                                                         | 6代リッチモンド公 初代ゴードン公 チャールズ・ゴードン＝レノックス (1818–1903)  | 6代リッチモンド公 初代ゴードン公 チャールズ・ゴードン＝レノックス (1818–1903) | 6代リッチモンド公 初代ゴードン公 チャールズ・ゴードン＝レノックス (1818–1903)     | 6代リッチモンド公 初代ゴードン公 チャールズ・ゴードン＝レノックス (1818–1903) | 6代リッチモンド公 初代ゴードン公 チャールズ・ゴードン＝レノックス (1818–1903) | 6代リッチモンド公 初代ゴードン公 チャールズ・ゴードン＝レノックス (1818–1903) |                                                    |                                                    |                                                |                                                |                                                |                                                |                                                                                       |                                                                                       |                                                                                       |                                                                                       |                                                                                       |                                                                                       |                                                              |                                                              | グランヴィル・ゴードン (1883–1930)                                        | グランヴィル・ゴードン (1883–1930)                                        | グランヴィル・ゴードン (1883–1930)                                        | グランヴィル・ゴードン (1883–1930)                                        | グランヴィル・ゴードン (1883–1930)                                        | グランヴィル・ゴードン (1883–1930)                                        |  |  |  |  |  |  |  |  |  |  |  |  |  |  |  |  |  |  |
|                                                         |                                                         |                                                         |                                                         | 6代リッチモンド公 初代ゴードン公 チャールズ・ゴードン＝レノックス (1818–1903)  | 6代リッチモンド公 初代ゴードン公 チャールズ・ゴードン＝レノックス (1818–1903) | 6代リッチモンド公 初代ゴードン公 チャールズ・ゴードン＝レノックス (1818–1903)     | 6代リッチモンド公 初代ゴードン公 チャールズ・ゴードン＝レノックス (1818–1903) | 6代リッチモンド公 初代ゴードン公 チャールズ・ゴードン＝レノックス (1818–1903) | 6代リッチモンド公 初代ゴードン公 チャールズ・ゴードン＝レノックス (1818–1903) |                                                    |                                                    |                                                |                                                |                                                |                                                |                                                                                       |                                                                                       |                                                                                       |                                                                                       |                                                                                       |                                                                                       |                                                              |                                                              | グランヴィル・ゴードン (1883–1930)                                        | グランヴィル・ゴードン (1883–1930)                                        | グランヴィル・ゴードン (1883–1930)                                        | グランヴィル・ゴードン (1883–1930)                                        | グランヴィル・ゴードン (1883–1930)                                        | グランヴィル・ゴードン (1883–1930)                                        |  |  |  |  |  |  |  |  |  |  |  |  |  |  |  |  |  |  |
|                                                         |                                                         |                                                         |                                                         | 7代リッチモンド公 2代ゴードン公 チャールズ・ゴードン＝レノックス (1845–1928)   | 7代リッチモンド公 2代ゴードン公 チャールズ・ゴードン＝レノックス (1845–1928)  | 7代リッチモンド公 2代ゴードン公 チャールズ・ゴードン＝レノックス (1845–1928)      | 7代リッチモンド公 2代ゴードン公 チャールズ・ゴードン＝レノックス (1845–1928)  | 7代リッチモンド公 2代ゴードン公 チャールズ・ゴードン＝レノックス (1845–1928)  | 7代リッチモンド公 2代ゴードン公 チャールズ・ゴードン＝レノックス (1845–1928)  |                                                    |                                                    |                                                |                                                |                                                |                                                |                                                                                       |                                                                                       |                                                                                       |                                                                                       |                                                                                       |                                                                                       |                                                              |                                                              | 12代ハントリー侯 8代アボイン伯 ダグラス・ゴードン (1908–1987)             | 12代ハントリー侯 8代アボイン伯 ダグラス・ゴードン (1908–1987)             | 12代ハントリー侯 8代アボイン伯 ダグラス・ゴードン (1908–1987)             | 12代ハントリー侯 8代アボイン伯 ダグラス・ゴードン (1908–1987)             | 12代ハントリー侯 8代アボイン伯 ダグラス・ゴードン (1908–1987)             | 12代ハントリー侯 8代アボイン伯 ダグラス・ゴードン (1908–1987)             |  |  |  |  |  |  |  |  |  |  |  |  |  |  |  |  |  |  |
|                                                         |                                                         |                                                         |                                                         | 7代リッチモンド公 2代ゴードン公 チャールズ・ゴードン＝レノックス (1845–1928)   | 7代リッチモンド公 2代ゴードン公 チャールズ・ゴードン＝レノックス (1845–1928)  | 7代リッチモンド公 2代ゴードン公 チャールズ・ゴードン＝レノックス (1845–1928)      | 7代リッチモンド公 2代ゴードン公 チャールズ・ゴードン＝レノックス (1845–1928)  | 7代リッチモンド公 2代ゴードン公 チャールズ・ゴードン＝レノックス (1845–1928)  | 7代リッチモンド公 2代ゴードン公 チャールズ・ゴードン＝レノックス (1845–1928)  |                                                    |                                                    |                                                |                                                |                                                |                                                |                                                                                       |                                                                                       |                                                                                       |                                                                                       |                                                                                       |                                                                                       |                                                              |                                                              | 12代ハントリー侯 8代アボイン伯 ダグラス・ゴードン (1908–1987)             | 12代ハントリー侯 8代アボイン伯 ダグラス・ゴードン (1908–1987)             | 12代ハントリー侯 8代アボイン伯 ダグラス・ゴードン (1908–1987)             | 12代ハントリー侯 8代アボイン伯 ダグラス・ゴードン (1908–1987)             | 12代ハントリー侯 8代アボイン伯 ダグラス・ゴードン (1908–1987)             | 12代ハントリー侯 8代アボイン伯 ダグラス・ゴードン (1908–1987)             |  |  |  |  |  |  |  |  |  |  |  |  |  |  |  |  |  |  |
|                                                         |                                                         |                                                         |                                                         | 8代リッチモンド公 3代ゴードン公 チャールズ・ゴードン＝レノックス (1870–1935)   | 8代リッチモンド公 3代ゴードン公 チャールズ・ゴードン＝レノックス (1870–1935)  | 8代リッチモンド公 3代ゴードン公 チャールズ・ゴードン＝レノックス (1870–1935)      | 8代リッチモンド公 3代ゴードン公 チャールズ・ゴードン＝レノックス (1870–1935)  | 8代リッチモンド公 3代ゴードン公 チャールズ・ゴードン＝レノックス (1870–1935)  | 8代リッチモンド公 3代ゴードン公 チャールズ・ゴードン＝レノックス (1870–1935)  |                                                    |                                                    |                                                |                                                |                                                |                                                |                                                                                       |                                                                                       |                                                                                       |                                                                                       |                                                                                       |                                                                                       |                                                              |                                                              | 13代ハントリー侯 9代アボイン伯 グランヴィル・ゴードン (1944-)             | 13代ハントリー侯 9代アボイン伯 グランヴィル・ゴードン (1944-)             | 13代ハントリー侯 9代アボイン伯 グランヴィル・ゴードン (1944-)             | 13代ハントリー侯 9代アボイン伯 グランヴィル・ゴードン (1944-)             | 13代ハントリー侯 9代アボイン伯 グランヴィル・ゴードン (1944-)             | 13代ハントリー侯 9代アボイン伯 グランヴィル・ゴードン (1944-)             |  |  |  |  |  |  |  |  |  |  |  |  |  |  |  |  |  |  |
|                                                         |                                                         |                                                         |                                                         | 8代リッチモンド公 3代ゴードン公 チャールズ・ゴードン＝レノックス (1870–1935)   | 8代リッチモンド公 3代ゴードン公 チャールズ・ゴードン＝レノックス (1870–1935)  | 8代リッチモンド公 3代ゴードン公 チャールズ・ゴードン＝レノックス (1870–1935)      | 8代リッチモンド公 3代ゴードン公 チャールズ・ゴードン＝レノックス (1870–1935)  | 8代リッチモンド公 3代ゴードン公 チャールズ・ゴードン＝レノックス (1870–1935)  | 8代リッチモンド公 3代ゴードン公 チャールズ・ゴードン＝レノックス (1870–1935)  |                                                    |                                                    |                                                |                                                |                                                |                                                |                                                                                       |                                                                                       |                                                                                       |                                                                                       |                                                                                       |                                                                                       |                                                              |                                                              | 13代ハントリー侯 9代アボイン伯 グランヴィル・ゴードン (1944-)             | 13代ハントリー侯 9代アボイン伯 グランヴィル・ゴードン (1944-)             | 13代ハントリー侯 9代アボイン伯 グランヴィル・ゴードン (1944-)             | 13代ハントリー侯 9代アボイン伯 グランヴィル・ゴードン (1944-)             | 13代ハントリー侯 9代アボイン伯 グランヴィル・ゴードン (1944-)             | 13代ハントリー侯 9代アボイン伯 グランヴィル・ゴードン (1944-)             |  |  |  |  |  |  |  |  |  |  |  |  |  |  |  |  |  |  |
|                                                         |                                                         |                                                         |                                                         | 9代リッチモンド公 4代ゴードン公 フレデリック・ゴードン＝レノックス (1904–1989) |                                                                               |                                                                                   |                                                                               |                                                                               |                                                                               |                                                    |                                                    |                                                |                                                |                                                |                                                |                                                                                       |                                                                                       |                                                                                       |                                                                                       |                                                                                       |                                                                                       |                                                              |                                                              |                                                                           |                                                                           |                                                                           |                                                                           |                                                                           |                                                                           |  |  |  |  |  |  |  |  |  |  |  |  |  |  |  |  |  |  |
|                                                         |                                                         |                                                         |                                                         |                                                                                |                                                                               |                                                                                   |                                                                               |                                                                               |                                                                               |                                                    |                                                    |                                                |                                                |                                                |                                                |                                                                                       |                                                                                       |                                                                                       |                                                                                       |                                                                                       |                                                                                       |                                                              |                                                              |                                                                           |                                                                           |                                                                           |                                                                           |                                                                           |                                                                           |  |  |  |  |  |  |  |  |  |  |  |  |  |  |  |  |  |  |
|                                                         |                                                         |                                                         |                                                         | 10代リッチモンド公 5代ゴードン公 チャールズ・ゴードン＝レノックス (1929-2017)  |                                                                               |                                                                                   |                                                                               |                                                                               |                                                                               |                                                    |                                                    |                                                |                                                |                                                |                                                |                                                                                       |                                                                                       |                                                                                       |                                                                                       |                                                                                       |                                                                                       |                                                              |                                                              |                                                                           |                                                                           |                                                                           |                                                                           |                                                                           |                                                                           |  |  |  |  |  |  |  |  |  |  |  |  |  |  |  |  |  |  |
|                                                         |                                                         |                                                         |                                                         |                                                                                |                                                                               |                                                                                   |                                                                               |                                                                               |                                                                               |                                                    |                                                    |                                                |                                                |                                                |                                                |                                                                                       |                                                                                       |                                                                                       |                                                                                       |                                                                                       |                                                                                       |                                                              |                                                              |                                                                           |                                                                           |                                                                           |                                                                           |                                                                           |                                                                           |  |  |  |  |  |  |  |  |  |  |  |  |  |  |  |  |  |  |
|                                                         |                                                         |                                                         |                                                         | 11代リッチモンド公 6代ゴードン公 チャールズ・ゴードン＝レノックス (1955-)      |                                                                               |                                                                                   |                                                                               |                                                                               |                                                                               |                                                    |                                                    |                                                |                                                |                                                |                                                |                                                                                       |                                                                                       |                                                                                       |                                                                                       |                                                                                       |                                                                                       |                                                              |                                                              |                                                                           |                                                                           |                                                                           |                                                                           |                                                                           |                                                                           |  |  |  |  |  |  |  |  |  |  |  |  |  |  |  |  |  |  |